# Леонов, Дмитрий Сергеевич
Дмитрий Сергеевич Леонов (19 [31] октября 1899, Луговка, Тульская губерния — 11 января 1981 или январь 1981, Москва) — заместитель начальника Генерального штаба РККА по политической части, генерал-лейтенант (1942).

## Биография
Родился 19 (31) октября 1899 года в дер. Луговка (ныне — в Чернском районе Тульской области) в семье рабочего. С 1915 работал на Тульском оружейном заводе. Член РКП(б) с 1918, в РККА с августа 1922. Политрук роты, инструктор, старший инструктор, начальник организационной части политического отдела дивизии. В 1931 окончил курсы старшего политического состава при Военно-политической академии имени Н. Г. Толмачёва. Начальник организационно-партийного сектора политического управления Приволжского ВО с 1931 до 1933, начальник политического отдела стрелковой дивизии с 1933 до 1937, военный комиссар стрелкового корпуса в 1937. В 1937—1939 член Военного совета Забайкальского и Уральского военных округов. Окончил Курсы высшего политического состава при Военно-политической академии имени В. И. Ленина в 1941.
В Великую Отечественную войну в июне 1941 член Военного совета 22-й армии, с октября 1941 Калининского, затем 1-го Прибалтийского фронтов. Участвовал в Смоленском сражении, Московской битве, Ржевско-Сычевской, Великолукской, Ржевско-Вяземской, Смоленской, Невельской, Белорусской, Рижской, Мемельской операциях. С ноября 1944 заместитель начальника Генерального штаба по политической части. С мая 1945 член Военного совета Дальневосточного, затем 2-го Дальневосточного фронтов, участник Маньчжурской операции. С 10 сентября 1945 член Военного совета Дальневосточного военного округа. С 22 мая 1947 заместитель командующего войсками Московского военного округа по политической части, с 6 июля 1950 член Военного совета Ленинградского военного округа. 8 июля 1953 переведён в МВД СССР и назначен членом Коллегии и начальником 3‑го управления (контрразведка в Советской армии и военно-морском флоте), которое 17 марта 1954 вошло в состав КГБ СССР. 12 июня 1959 вышел в отставку.
Похоронен в Москве, на Кунцевском кладбище.

### Звания
- бригадный комиссар (2 января 1936);
- дивизионный комиссар (31 декабря 1937);
- корпусной комиссар (26 апреля 1940);
- генерал-лейтенант (6 декабря 1942).

### Награды
- 2 ордена Ленина (27.04.1943, 30.04.1947);
- 4 ордена Красного Знамени (22.09.1943, 05.11.1944, 06.06.1945, 03.11.1953);
- 2 ордена Кутузова I степени (29.07.1944, 08.09.1945);
- медали.